# Rifugio Croz dell’Altissimo
Das Rifugio Croz dell’Altissimo (deutsch Croz dell’Altissimo-Hütte) ist eine private Schutzhütte in der Brentagruppe im Trentino. Die 1962 erbaute Hütte ist in der Regel von Juni bis September geöffnet und verfügt über 18 Schlafplätze.

## Lage und Umgebung
Die Schutzhütte ist benannt nach dem östlich der Hütte liegenden Croz dell’Altissimo (2339 m). Sie befindet sich im Val delle Seghe oberhalb des Lago di Molveno auf 1430 m s.l.m. und liegt an einer Kreuzung mehrerer Wege, die von Molveno und Andalo aus in den zentralen Bereich der Brenta führen. Die Hütte dient unter anderem als Stützpunkt für die Begehung der Südwestwand des Croz dell’Altissimo.

## Zugänge
- Von Molveno 864 m ⊙ auf Weg 319 in 1½ Stunden
- Von Pradel 1367 m ⊙ auf Weg 340  in 1 Stunde

## Nachbarhütten und Übergänge
- Zum Rifugio Selvata, 1632 m ⊙ auf Weg 340 in 40 Minuten
- Zum Rifugio Tosa–Pedrotti, 2491 m ⊙ auf Weg 340 und 319, in 3 Stunden
- Zum Rifugio Tuckett – Quintino Sella, 2272 m ⊙ auf Weg 322 in 5 Stunden
- Zum Rifugio Malga Andalo, 1357 m ⊙ auf Weg 340, 332 in 1 Stunde 40 Minuten
- Zur Malga Spora, 1855 m ⊙ auf Weg 344 in 2½ Stunden